# Джон-Остін Стівенс
Джон-Остін Стівенс (англ. John Austin Stevens; 1827—1910) — американський державний діяч, історик, журналіст.

Радник уряду та апологет американської революції. Хоча він народився у видатній банківській родині з політичними зв'язками, він найбільш відомий інтересом до історії США та заснуванням патріотичного товариства «Сини революції».

## Біографія
Стівенс — онук Ебенезера Стівенса, який був учасником Бостонського чаювання, а згодом підполковником, соратником Дж. Вашингтона під час війни за незалежність.
У 1842 році, у віці 15 років, Стівенса зарахували до Гарвардського університету. Він закінчив його у 1846. Мав фахові знання з математики, логіки та літературної композиції, і досконало знав англійську та іспанську літературу. Навчаючись у коледжі, він супроводжував свій клас, щоб почути виступ державного секретаря США Данієля Вебстера на місці битви при Банкер-Хілл. Виступ глибоко зворушив Стівенса і привів його до переконання на все життя, що шанування предків-патріотів є обов'язком.
У 1860 році Стівенс приєднався до свого батька, щоб організувати великий політичний мітинг для обрання Авраама Лінкольна президентом США. Після обрання Лінкольна Стівенс допоміг президентові під час Громадянської війни, допомагаючи організувати матеріально-технічне забезпечення армії Союзу, керуючи експедицією до Техасу та оформивши позику на 150 мільйонів доларів для фінансування війни. Стівенс також підняв полк добровольців і допоміг організувати корпус для завоювання узбережжя Кароліни.
В 1868 році почав п'ятирічний тур Європою. Був свідком краху Другої французької імперії, втік з Парижа під час франко-прусської війни та допоміг організувати американську допомогу французам після облоги Парижа. Він повернувся до Нью-Йорка, щоб взяти активну роль у бізнесі, уряді та вивченні історії США.